# Aytré

Aytré este o comună în departamentul Charente-Maritime, Franța. În 1 ianuarie 2022 avea o populație de 9.759 de locuitori.